# Carlín navarro (moneda)
El carlín (o karlín) fue una moneda de plata y vellón acuñada en el reino de Navarra por Carlos II (1349-87) y Carlos III (1387-1425). Llegaron a existir tanto carlines blancos como carlines negros. A su vez, dentro de los últimos, se llegaron a distinguir “fuertes” y “febles”. Aunque ya no es una moneda circulante, sigue presente a efectos notariales en el derecho sucesorio de Navarra como fórmula de la llamada legítima foral que «consiste en la atribución a los hijos o herederos forzosos de una cuota hereditaria de "cinco sueldos febles o carlines por muebles y una robada de tierra en los montes comunes" por inmuebles.» Las principales cecas de acuñación estaban en Pamplona y en Saint-Palais, pero también en las cecas de San Juan de Pie de Puerto y Monreal. Se tiene noticia de la compra de unas casas en Tudela «para facer moneda» pero no queda constancia posterior de que así se hubiera hecho.

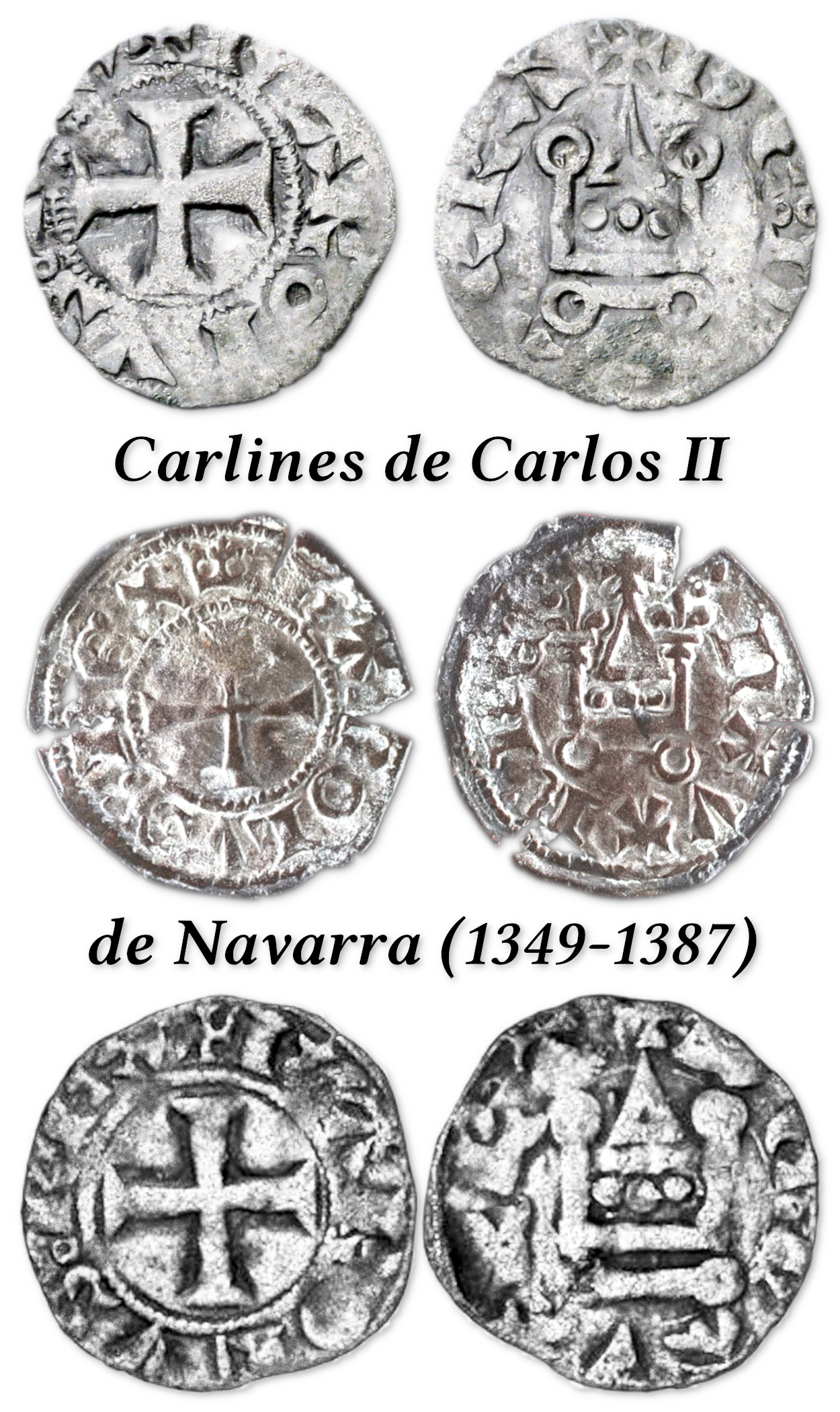
Carlines de Carlos II de Navarra

## Evolución histórica
Desde tiempos de García el de Nájera (quizá incluso desde Sancho Ramírez) la acuñación de moneda en Navarra se reducía a dineros y óbolos de vellón. Tras la muerte de Sancho VII de Navarra y el ascenso de la Casa de Champaña (1234-1274) al trono de Navarra, en el siglo XIII se fueron introduciendo en Navarra monedas francesas al mismo tiempo que se reciben «las innovaciones, avatares y progresos numismáticos propios de aquel reino». Con la Casa de los Capetos (1274-1328), los nuevos monarcas no acuñaron moneda específica como reyes de Navarra sino que se puso en circulación la acuñada como reyes de Francia. No obstante, con la llegada de la Casa de Evreux-Navarra (1328-1441), se vuelve a prácticas monetarias propias que se manifiestan especialmente con el heredero de los reyes Juana II y Felipe III: Carlos II. En esta etapa inicial de los Evreux destaca el tesorero de Navarra, Guillermo le Soterel, que en 1340 elabora un informe dirigido al monarca, Felipe III, explicando la existencia de cuatro tipos de moneda diferentes:
- Fuerte, para las personas que viven de las rentas, identificable con la moneda de oro.
- Intermedia, para las personas que se dedican al comercio, identificable con el real de plata, grueso o croat.
- Débil, para las personas que viven de su esfuerzo físico, identificable con el dinero, pepión, cornado, etc.
- De necesidad, para tiempos de guerra, con menor ley, suele afectar más a la intermedia.

Sin embargo, con el reinado de Carlos II de Navarra se «inaugura una gran variedad de tipos monetarios.» Al poco de su coronación, en 1350, las Cortes de Estella le conceden a Carlos II la ayuda o monedaje para acuñar moneda propia emitiendo las cecas de Pamplona y San Palais (San Pelay). Desde los primeros momentos se exige con rigor el uso exclusivo de la nueva moneda desechando la antigua, los sanchetes, así como los dineros torneses que también circulaban por Navarra. Por ejemplo, en 1351 se conocen dos casos donde se hace patente esta exigencia: una acusación a un judío francés, por comprar especias en Estella «a otra moneda que a la del rey nuestro sennyor», y un castigo en Pamplona a dos panaderas por aceptar la moneda vieja, siendo azotadas por ello.
No obstante todas estas exigencias, durante la segunda mitad del siglo XIV, será frecuente la circulación de monedas de otras zonas europeas en el contexto de la guerra de los Cien Años que llevará a devaluaciones constantes de la moneda navarra prevaleciendo el florín de oro aragonés como moneda fuerte.

## Moneda de cuenta
Como explicaba Mateu y Llopis:

«El sistema monetario se hallaba basado en el sueldo y la libra, común a toda la Europa del siglo XI, como recuerdo del sistema carolingio. La base del sueldo era el dinero, moneda efectiva, de vellón, con un divisor, su mitad, llamado óbolo o miaja; la suma de doce dineros integraban el sueldo, unidad de cuenta, llamado sueldo jaqués; la suma de 20 sueldos jaqueses era la libra, unidad también de cuenta, la mayor.»
Felipe Mateu y Llopis, La moneda española, 1946.

Durante el siglo XIV la moneda de cuenta empleada en el reino de Navarra seguía siendo la misma:
| Ud. | Moneda | Cant. | Moneda          |
| --- | ------ | ----- | --------------- |
| 1   | libra  | 20    | sueldos         |
| 1   | sueldo | 12    | dineros         |
| 1   | dinero | 2     | óbolos o meajas |

Durante la primera mitad del siglo XIV las monedas que circulaban en Navarra eran, principalmente, los sanchetes y los torneses (o turonenses), cotizándose ambas libras a la par, o en ocasiones doce dineros sanchetes se cambiaban por quince dineros torneses. También el sueldo morlanés, acuñados por los vizcondes de Bearne en Morlaas, circulaba por el reino, aunque no de forma oficial, y se cotizaba a 18 dineros sanchetes o torneses durante esta primera mitad del siglo.
Sin embargo, poco a poco, «el viejo dinero sanchete se sustituye por el tornés negro y 13 de aquéllos equivalían a un tornés de plata. Hacia 1355 la moneda menuda está representada por el dinero carlín con cruz en un lado y el típico motivo tornés en el otro. Eran de 25 sueldos en marco con ley ínfima y se llamaban carlines prietos o negros. En 1356, 12 carlines blancos equivalen a 22 dineros negros. Hacia la misma época, un escudado viejo de Juan el Bueno de Francia (1350-1364) se cotiza en 25 sueldos de carlines.»
Durante el reinado de Blanca I de Navarra y Juan II de Aragón, «se labran piezas de oro 144, plata 145 y vellón, con motivos que pueden reducirse a dos principales: Escudo cuartelado en que alternan lises y cadenas, y cuartelado sencillo adornado con coronas y lises. En oro hay piezas con estos tipos. También hay grossos de “plata” con ley de 5 dineros y 12 granos (año 1428), cornados, carlines prietos y florines de Aragón (1438) que se evaluaban en 18 grossos.»

## Emisiones
Carlos II de Navarra fue el primer monarca que los acuñó dando lugar inicialmente a dos tipos diferentes: los llamados “carlines blancos” y los llamados “carlines negros” o “prietos”). La denominación de blancos y negros hace referencia a su diferente aspecto, al tener los primeros mayor contenido de plata, mientras en los negros aumentaba el porcentaje de cobre. El carlín negro era equivalente a los anteriores sanchetes que van desapareciendo. La ley del carlín negro rondaba el 18,75%, mientras que los blancos oscilaba sobre el 34,38%. Los blancos se pusieron oficialmente en circulación el 1 de junio de 1355, pero como se mantuvieron las tasas, realmente se duplicaron los impuestos dada la diferencia de ley.
En las primeras emisiones el valor equivalente de 1 carlín blanco eran 2 carlines negros o prietos. En una emisión posterior (octubre de 1356), realizada en las cecas de Pamplona y Saint Palais, se cambiaban 12 dineros blancos por 22 negros manteniéndose esta equivalencia hasta 1370, con algunas salvedades (en 1365-1366 algunos sueldos blancos de cotizaban a 15 dineros negros).
Entre 1356-1375 se registra una total inactividad en las cecas navarras. En 1375 se reanudaron la actividad con nuevas emisiones monetarias con una ley cada vez más degradada. Se tuvo que diferenciar entre carlines negros fuertes y febles ("débiles"), en base a la calidad de la ley empleada. 
- Los “fuertes” fueron acuñados entre 1375-1379, cuando el florín de oro se cambiaba por 16 sueldos de carlines.
- Los “febles” fueron emitidos entre 1384-1386, cuando el florín de oro se cotizaba a 32 sueldos de carlines.

Durante los dos últimos años del reinado de Carlos II, un fuerte valía dos febles. Eran momentos de máxima depreciación de la moneda navarra: «Las acuñaciones se incrementaron hasta 1375-1377 con emisiones cada vez de más baja ley, con lo que se acentuó la inflación y el alza de precios» mientras el monarca obtenía grandes beneficios «—30.000 libras en 1385 y 12.000 en 1390— pero los resultados eran desastrosos para el comercio y el crédito. De aquí que las Cortes se adelantaran a ofrecer al rey nuevas «ayudas» para que no siguiera rebajando la ley de la moneda.»